# Hüdel

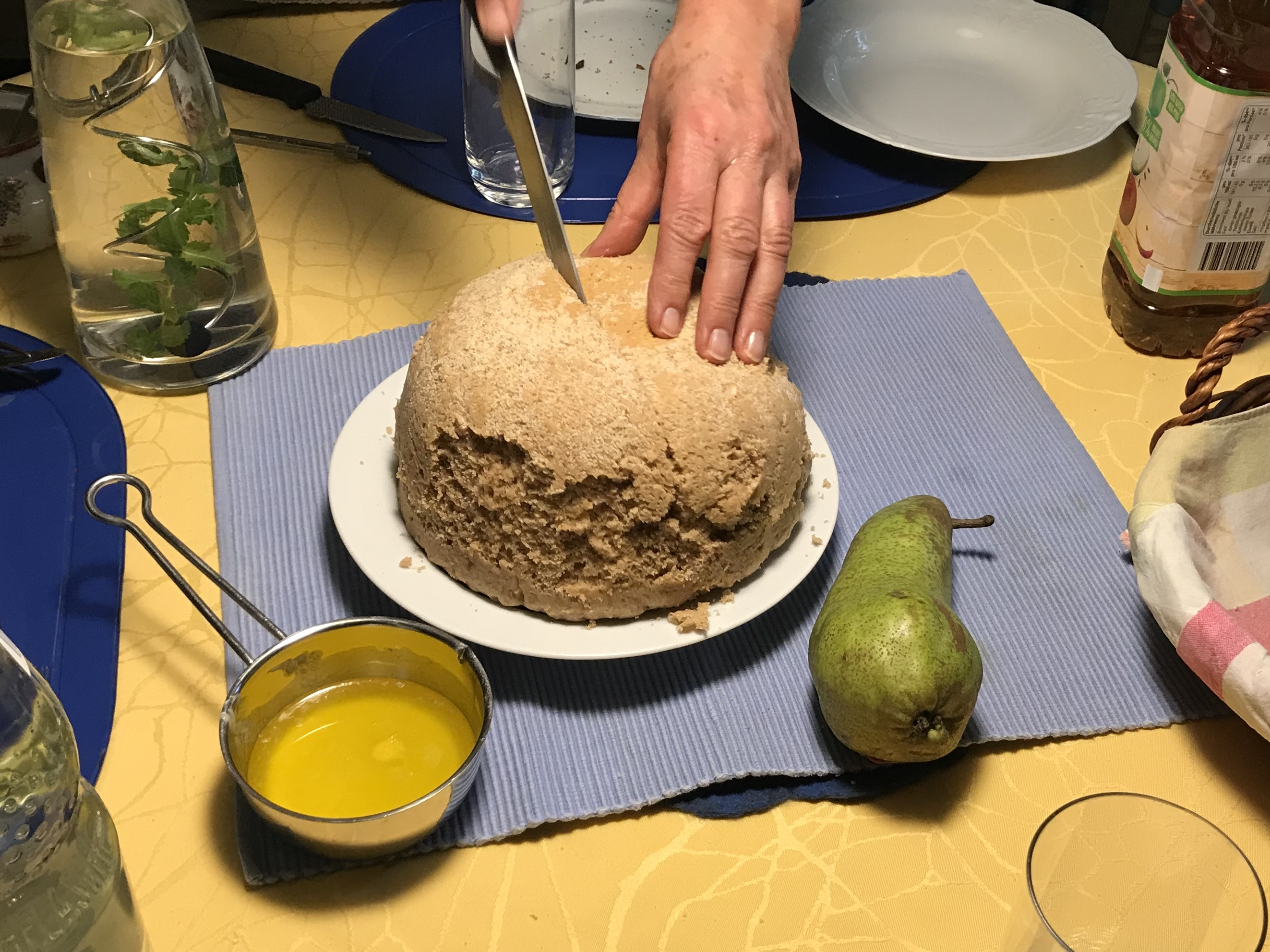
Anschneiden des Hüdel

Hüdel ist eine friesische Mehlspeise, die typischerweise zusammen mit Birnen, Pflaumen oder süßen Äpfeln verzehrt wird. Für die Zubereitung werden Hefe, Milch, Zucker, Mehl und Butter vermischt und im Dampfbad gegart, ähnlich einem Germknödel. 
Das dazu verzehrte Obst wird weichgekocht und angedickt. Dabei werden Birnen in der Regel zusammen mit Bauchspeck oder Würsten gekocht.